# 281772 Matttaylor
281772 Matttaylor è un asteroide della fascia principale. Scoperto nel 2009, presenta un'orbita caratterizzata da un semiasse maggiore pari a 2,6566122 UA e da un'eccentricità di 0,1391810, inclinata di 5,06036° rispetto all'eclittica.
L'asteroide è dedicato all'astrofisico britannico Matthew Taylor.